# Emil Engelhard (General)
August Emil Engelhard (* 30. November 1829 in Mainz; † 25. April 1885 in Bromberg) war ein preußischer Generalmajor und Kommandeur der 8. Infanterie-Brigade.

## Leben

### Herkunft
Emil war ein Sohn des preußischen Majors Franz Engelhard (1790–1865) und dessen Ehefrau Elisabeth, geborene von Barle (1792–1867).

### Militärkarriere
Nach dem Besuch der Kadettenhäuser in Bensberg und Berlin wurde Engelhard am 22. April 1847 als Sekondeleutnant dem 34. Infanterie-Regiment (2. Reserve-Regiment) der Preußischen Armee überwiesen. Ab 1849 war er Adjutant des II. Bataillons und absolvierte von Oktober 1853 bis September 1856 zur weiteren Ausbildung die Allgemeine Kriegsschule. Anschließend versah er seinen Dienst bei der 2. Kompanie und war 1858/59 erneut Adjutant des II. Bataillons. Mit der Beförderung zum Premierleutnant erfolgte Mitte Januar 1859 seine Versetzung in das 17. Infanterie-Regiment nach Wesel. Ab Ende Januar 1859 war Engelhard als Kompanieführer zum II. Bataillon im 17. Landwehr-Regiment nach Düsseldorf kommandiert. Er stieg zum Hauptmann auf und wurde in das 17. kombinierte Infanterie-Regiment kommandiert, aus dem sich Anfang Juli 1860 das 8. Westfälische Infanterie-Regiment Nr. 57 formierte. Engelhard avancierte Mitte November 1860 zum Kompaniechef und nahm 1862 an der Generalstabsübungsreise des VII. Armee-Korps teil. 1866 führte er seine Kompanie im Krieg gegen Österreich in den Schlachten bei Münchengrätz sowie Königgrätz und erhielt für sein Wirken den Roten Adlerorden IV. Klasse mit Schwertern.
Nach dem Krieg wurde er am 30. Oktober 1866 als Chef der 12. Kompanie im Infanterie-Regiment Nr. 86 nach Zeitz versetzt. Unter Beförderung zum überzähligen Major wurde Engelhard am 22. März 1868 als Adjutant des Generalkommandos zum VII. Armee-Korps kommandiert und am 8. April 1869 unter Belassung in seiner Stellung in das Grenadier-Regiment „König Friedrich Wilhelm IV.“ (1. Pommersches) Nr. 2 versetzt. Mit der Ernennung zum Kommandeur des Füsilier-Bataillons in Stettin trat Engelhard am 25. Juni 1869 in den Truppendienst zurück. Diese Bataillon führte er 1870/71 im Krieg gegen Frankreich bei Gravelotte, Villiers, Pesmes, Dole, Perrecy-les-Forges, Mouchard, Salins-les-Bains und Pontarlier sowie vor Metz und Paris.
Ausgezeichnet mit beiden Klassen des Eisernen Kreuzes wurde Engelhard nach dem Friedensschluss Ende März 1873 zum Oberstleutnant befördert und am 16. Oktober 1873 unter Stellung à la suite seines Regiments mit der Wahrnehmung der Geschäfte als Direktor der Militärschießschule beauftragt. Am 11. Januar 1876 erfolgte seine Ernennung zum Direktor und in dieser Stellung stieg er Ende März 1876 zum Oberst auf. Daran schloss sich vom 13. März 1879 bis zum 14. April 1882 eine Verwendung als Kommandeur des 2. Oberschlesischen Infanterie-Regiment Nr. 23 in Neisse an. Kurzzeitig war Engelhard vom 30. August bis zum 15. September 1881 zur Führung der 22. Infanterie-Brigade kommandiert. Am 15. April 1882 wurde er unter Stellung à la suite seines Regiments mit der Führung der 8. Infanterie-Brigade beauftragt und am 11. Juni 1882 unter Beförderung zum Generalmajor zum Kommandeur dieser Brigade ernannt. Anlässlich des Ordensfestes erhielt er im Januar 1885 den Roten Adlerorden II. Klasse mit Eichenlaub und Schwertern am Ringe, bevor er am 1. April 1885 mit Pension zur Disposition gestellt wurde.
Er starb kurze Zeit später am 25. April 1885 in Bromberg an einem schweren Halsleiden.
Der Generalmajor von Kloeden schrieb am 1. Januar 1876 in seiner Beurteilung: „Ist ein tätiger, überaus pflichttreuer und entschiedener Offizier. Seine Intelligenz, Arbeitslust, Energie und das lebhafteste Interesse für die Sache überwinden alle Schwierigkeiten und finden Ausdruck in den guten Leistungen der Militärschießschule. Er leitet das Institut ist vieler Einsicht, Sachkenntnis, der eingehendsten Gründlichkeit und doch für das Personal geistig anregend.“

### Familie
Engelhard heiratete am 14. April 1864 in Düsseldorf Amalie Keller (1842–1914). Das Paar hatte mehrere Kinder:
- Elly (* 1865)
- Paul (1868–1911), deutscher Korvettenkapitän und Flugpionier[1]
- Martha (* 1869)
- Kurt (* 1872)